# Mus bufo
Mus bufo is een knaagdier uit het geslacht Mus dat voorkomt in de bergen van het Kivu-gebied (oostelijke Democratische Republiek Congo) en aangrenzende delen van Oeganda, Rwanda en Burundi. Deze soort lijkt op Mus triton, maar verschilt daarvan in tandkenmerken en in staartlengte; andere gegevens wijzen op een nauwere vwantschap met de Afrikaanse dwergmuis (M. minutoides).